# AGR-14 ZAP
El AGR-14 ZAP fue un cohete no guiado aire-superficie desarrollado por la Armada de los Estados Unidos a finales de la década de 1960. Diseñado para ser utilizado en la supresión de defensas aéreas enemigas, alcanzó la etapa de vuelos de prueba antes de que fuese cancelado.

## Diseño y desarrollo
Un requerimiento para un nuevo tipo de cohete no guiado para ser usado para suprimir baterías de artillería antiaérea, fue identificado por la Armada de los Estados Unidos en 1966. Habiéndosele dado la denominación de HART, por Hypervelocity Aircraft Rocket, Tactical  (en castellano: Cohete Táctico de Hipervelocidad para Aviones), este nuevo cohete debía reemplazar a los cohetes FFAR y Zuni que ya se encontraban en servicio.
HART estaba destinado a ser un cohete de alta aceleración y alta velocidad lanzado desde aviones. La incrementada velocidad del cohete respecto a aquellos ya en servicio –que se pretendía que alcanzara o excediera Mach 3– pretendía eliminar la posibilidad de que un avión a alta velocidad pudiera sobrepasar a sus propias armas después de lanzarlas, así como mejorar la precisión del cohete a través de una trayectoria más plana y una reducción en el tiempo de vuelo, Con 152 mm (6 pulgadas) de diámetro el HART sería propulsado por un cohete de combustible sólido y usaría ojivas antipersonal tipo flechette para lograr la mayor efectividad posible contra los blancos seleccionados.

## Desarrollo y cancelación
En 1967, un contrato para el desarrollo del HART fue otorgado a Martin Marietta, con sede en Orlando, Florida; el cohete recibió la designación oficial de AGR-14 ZAP, por "Zero Anti-Aircraft Potential" (en castellano: Potencial Antiaéreo Cero). Los disparos de prueba iniciales de los prototipos XAGR-14A fueron realizados a finales de 1969, siendo usado como avión lanzador para estas pruebas el Douglas A-4 Skyhawk. Aunque fue probado exitosamente, el proyecto sería cancelado poco después de esas pruebas y el ZAP no logró entrar en servicio.